# 玛丽亚·路易莎·卡塞多
玛丽亚·路易莎·卡塞多·罗塞斯（西班牙語：María Luisa Carcedo Roces，1953年8月30日—）是西班牙工人社会党女性政治人物，在第一次桑切斯内阁中任卫生、消费与社会福利大臣。

## 生平
拥有奧維耶多大學的医学与外科学的执业学位，以及商业医学课程证书。1978年到1984年开始从事初级卫生保健工作。1995年开始在希洪的一家乡镇卫生院工作。

### 政治生涯
很早就加入了工人社会党，1984年至1988年担任纳龙县卫生院主任，后担任阿斯图里亚斯政府公共卫生部门地区负责人。
1991年当选阿斯图里亚斯地区政府议会议员，1991年至1995年担任阿斯图里亚斯政府环境与城镇规划部部长。1995年、1999年和2003年连任议员。2004年成功当选参议院议员，代表阿斯图里亚斯选区。2008年成功连任。期间曾短暂接替埃伦娜·萨尔加多担任服务质量与公共政策评估局主席，直到2011年大选再次连任议员。
之前一直担任西班牙工人社会党地区分支——阿斯图里亚斯社会主义联盟执行委员会的经济、就业和可持续发展部书记。在2014年工人社会党全国代表大会中，她入选联邦执行委员会社会福祉部书记，并辞去原党内职务。
2015年9月当选參議院议员，并辞去 眾議院议员职务。不久后在2015年和2016年大选中连任。2016年2月，她被桑切斯选中，与其他党团进行新政府谈判辩论。

### 卫生大臣

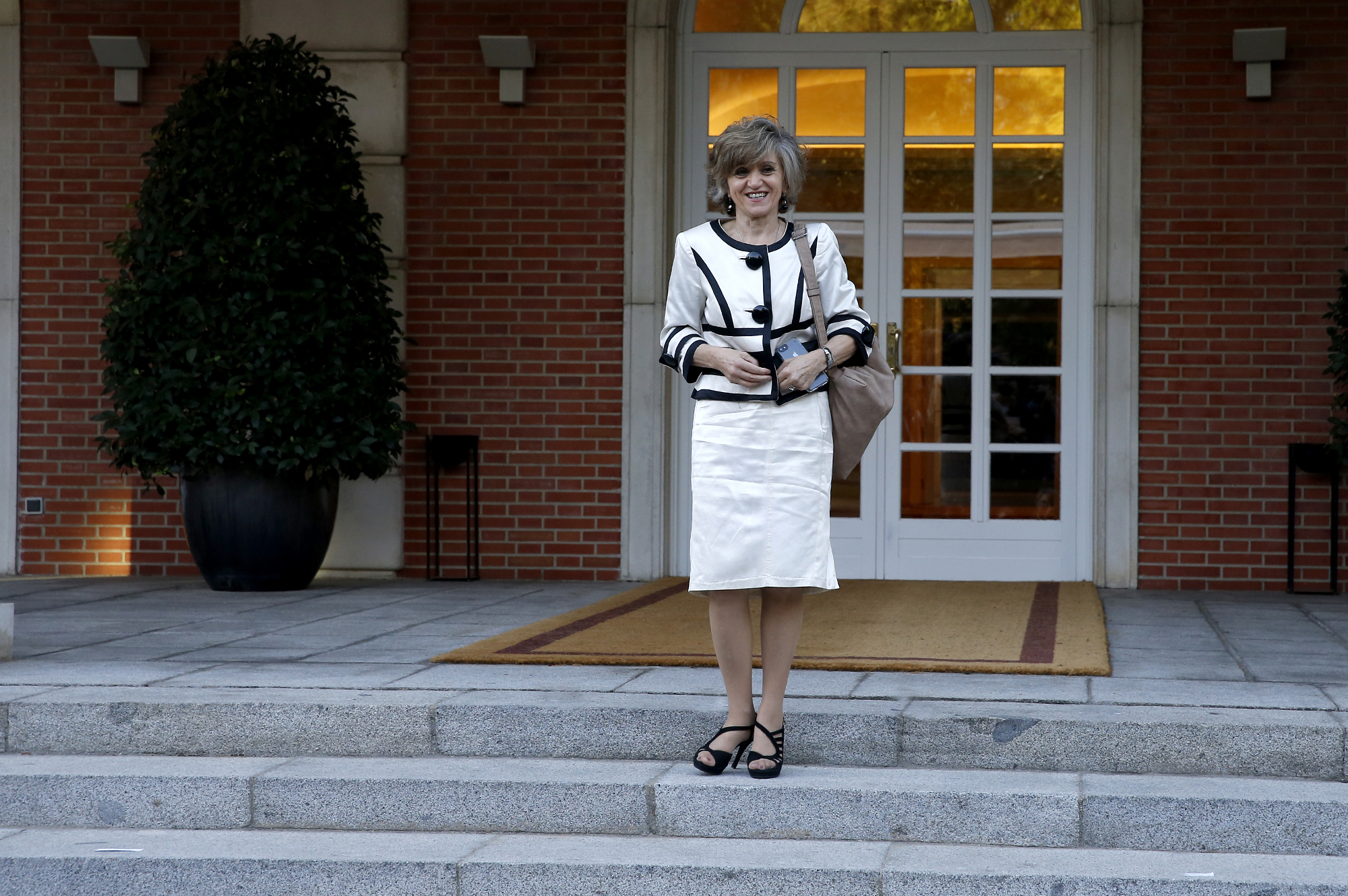

2018年9月，原卫生、消费与社会福利大臣卡门·蒙顿因涉嫌硕士论文抄袭造假被迫辞职。她于9月12日接替该职位。
她上任后，首先应数百名科学家的要求，对顺势疗法以及其他“伪医学”疗法采取了强制措施，下令从市场上撤回数千种顺势疗法产品。她还保证在将来通过新法律，防止医疗健康援助体系中“伪医学”的渗透。
然而这些措施同时涉及到针灸等中医学传统疗法。一些举措甚至涉及禁止公立医院使用针灸疗法，同时禁止大学研究生课程教授针灸技术，引起了一些针灸师的不满。
她的另一项任务则是消除儿童贫困问题。